# Associação Desportiva Sanjoanense
El 	Associação Desportiva Sanjoanense es un club de fútbol portugués de la ciudad de São João da Madeira. Fue fundado en 1924 y juega en la Terceira Liga. El estadio del club es el Estádio Conde Dias García.

## Datos del club
- Temporadas en 1ª: 4